# Atom Heart Mother
Atom Heart Mother ist das am 10. Oktober 1970 erschienene fünfte Studioalbum der britischen Rockband Pink Floyd. Es war das erste Album der Band, das speziell für Quadrophonie aufgenommen wurde, und war damit für weitere Arbeiten Pink Floyds in dieser Hinsicht wegweisend.

## Entstehung
Das Album wurde von Februar bis August 1970 in den Londoner Abbey Road Studios aufgenommen.
Das fast 24 Minuten lange Titelstück Atom Heart Mother war die bis dahin längste und wohl ambitionierteste Komposition der Band. Es basierte größtenteils auf instrumentalen Passagen, die im Vorfeld komponiert worden waren (wie der Akkordfolge Theme for an Imaginary Western, das das Hauptthema der Suite darstellte), und nun zu einem einzelnen Stück kombiniert wurden. Nach Aufnahme von Atom Heart Mother in klassischer Pink-Floyd-Besetzung (Gitarre, Keyboards, Bass und Schlagzeug) engagierte man den Komponisten und Arrangeur Ron Geesin, um eine orchestrale Begleitung anzufertigen. Geesin beschrieb das als „verdammt viel Arbeit“, da kein Pink-Floyd-Mitglied in der Lage war, Noten zu lesen oder genau zu formulieren, was man eigentlich von seinem Arrangement erwartete.
Geesin schrieb Arrangements jeweils für eine Blechbläser-Sektion, ein Cello und auch für einen 16-köpfigen Chor. Bei den Aufnahmen kam es zu Auseinandersetzungen mit den Studiomusikern, welche laut Geesin „uninspiriert“ spielten, weshalb Chorleiter John Alldis die Orchesterführung übernahm.
Auch beim Zusammenfügen der verschiedenen Aufnahmen gab es Probleme: Da Waters und Mason gezwungen waren, das gesamte Stück in einem einzigen Take aufzunehmen (um Tonbänder zu sparen), kam es zu deutlichen Temposchwankungen. Weiter resultierten unterschiedliche Auslegungen von Masons eigens kreierter Schlagzeug-Notation darin, dass der Chor auf der Aufnahme um einen Schlag später einsetzte, als Geesin ursprünglich geplant hatte. Dieser Fehler wurde erst über 35 Jahre später korrigiert, als Geesin bei Live-Aufführungen sowohl die veröffentlichte als auch alternativ die originale Version spielen ließ.
Der Arbeitstitel des Liedes lautete während der Aufnahmen und erster Live-Auftritte zunächst Untitled Epic, dann The Amazing Pudding. Als sich die Band bei einer Radioaufnahme bei BBC Radio 1 allerdings nicht im Klaren darüber war, wie Moderator John Peel das Stück ankündigen sollte, schlug Ron Geesin vor, in einer herumliegenden Ausgabe des Evening Standards nach einem Titel zu suchen. Dort fand sich ein Artikel über eine Mutter mit einem nuklear betriebenen Herzschrittmacher, überschrieben mit „ATOM HEART MOTHER NAMED“. Danach entschied man, auch das komplette, noch in Produktion befindliche, Album so zu benennen.
Im Jahr 1994 erschien eine neu gemasterte CD des Albums.

## Inhalt
Das Titelstück, die Suite Atom Heart Mother, ist das längste ungeschnittene Musikstück Pink Floyds, da das ursprünglich noch längere Shine On You Crazy Diamond für die Veröffentlichung geteilt wurde – zu Beginn und zum Ende des Albums Wish You Were Here.
Weiter enthält das Album drei Stücke, die jeweils von einem Bandmitglied federführend komponiert wurden: Roger Waters schrieb eine bukolisch-folkige Ballade mit dem Titel If, die er in späteren Jahren auf seinen Solokonzerten zur Radio-KAOS-Tour spielte. Rick Wright schrieb das Stück Summer '68, in dem er sich kritisch mit dem Rock-'n-Roll-Lebensstil der Band auseinandersetzte. David Gilmour steuerte Fat Old Sun bei, das bis 1971 oft bei Konzerten aufgeführt wurde und auch auf Gilmours Live-DVDs In Concert (2002), Remember That Night (2007), Live in Gdansk (2008) und Live at Pompeii (2017) zu hören ist. 
Das Album schließt mit dem dreizehnminütigen instrumentalen Alan's Psychedelic Breakfast, einem experimentellen, avantgardistischen Stück, durch das der Roadie Alan Styles geehrt werden sollte und in dem dieser auch sporadisch durch verschiedene Geräusche zu hören ist.
Bei den Erstausgaben des Albums hört man auf der Auslaufrille einen tropfenden Wasserhahn am Ende des letzten Titels, mit dem dieser Titel auch beginnt. Das Tropfen läuft weiter, bis der Plattenspieler abgestellt wird.

## Cover
Das originale Albumcover zeigt auf der Vorder- und Rückseite lediglich Kühe auf einer Weide ohne Text oder sonstige Hinweise darauf, was das Album enthält. Das Cover wurde von der Londoner Designergruppe Hipgnosis gestaltet. Die Band erklärte, das sei eine Reaktion auf das „Space-Rock“-Image, das sich zu dieser Zeit um Pink Floyd rankte. Die Band wolle nicht auf einen bestimmten Stil oder eine bestimmte Optik festgelegt werden, weshalb sie für dieses Album um ein einfaches Cover bat. Am Ende einigte man sich auf das Bild einer Kuh auf einer Weide.

## Titel
1. Atom Heart Mother (Mason, Gilmour, Waters, Wright & Geesin) – 23:39 min
  1. Father’s Shout – 5:25 min
  2. Breast Milky – 4:47 min
  3. Mother Fore – 5:16 min
  4. Funky Dung – 2:20 min
  5. Mind Your Throats Please – 1:57 min
  6. Remergence – 3:54 min
2. If (Waters) – 4:30 min
3. Summer ’68 (Wright) – 5:28 min
4. Fat Old Sun (Gilmour) – 5:23 min
5. Alan’s Psychedelic Breakfast (Waters, Mason, Gilmour & Wright) – 13:00 min
  1. Rise and Shine – 4:29 min
  2. Sunny Side up – 3:49 min
  3. Morning Glory – 4:42 min

## Musiker
Pink Floyd
- David Gilmour – Gitarre, Gesang
- Nick Mason – Schlagzeug
- Roger Waters – Bass, Gesang
- Rick Wright – Orgel, Klavier, Mellotron, Gesang

Zusätzlich:
- John Alldis Chor – Chorgesang
- Alan Parsons – Toningenieur und Co-Produzent
- Peter Bown – Technik
- Ron Geesin – Orchesterleitung und Co-Komposition auf dem Titelstück Atom Heart Mother.

## Werbeaktionen
Zur Promotion des Albums wurde von der Plattenfirma EMI großer Aufwand getrieben. Die vielfältigen Werbeaktionen beinhalteten unter anderem das Verschicken von aufblasbaren Plastikeutern an Journalisten bis hin zu einer Kuhherde, die durch die teilweise gesperrte Innenstadt Londons getrieben wurde. Von dem Album existiert auch eine Quadrofonie-Version, in etwa vergleichbar mit 4.0-Surround.

## Kritiken
Stephen Thomas Erlewine verlieh dem Album in Allmusic lediglich drei Sterne und schrieb, nach dem weitläufigen, unkonzentrierten Doppelalbum „Ummagumma“ hätte „Atom Heart Mother“ vielleicht mehr Fokus, sogar ein Konzept, aber das bedeute nicht, dass es zugänglicher sei. Wenn überhaupt, sei dies das undurchdringlichste Album, das Pink Floyd auf Harvest veröffentlicht habe, was es auch zu einem der interessantesten der Ära mache. Es würde zwar überall auf der Platte verstreut interessante Momente geben, doch dieser Mangel an Fokus bedeute, dass es letztendlich hauptsächlich für Hardcore-Fans lohnenswert sei.

## Kommerzieller Erfolg

### Chartplatzierungen
Atom Heart Mother erreichte als erstes Album der Band die Chartspitze der britischen Charts. Darüber hinaus avancierte es zum Top-10-Album in Deutschland (Rang 8) sowie zum Chartsalbum in den Vereinigten Staaten (Rang 55) und der Schweiz (Rang 64).
| ChartsChartplatzierungen       | Höchstplatzierung | Wochen |
| ------------------------------ | ----------------- | ------ |
| Deutschland (GfK)              | 8 (26 Wo.)        | 26     |
| Schweiz (IFPI)                 | 64 (4 Wo.)        | 4      |
| Vereinigte Staaten (Billboard) | 55 (13 Wo.)       | 13     |
| Vereinigtes Königreich (OCC)   | 1 (18 Wo.)        | 18     |

| ChartsJahrescharts (1971) | Platzierung |
| ------------------------- | ----------- |
| Deutschland (GfK)         | 43          |

### Auszeichnungen für Musikverkäufe
| Land/Region                  | Auszeichnungen für Musikverkäufe (Land/Region, Auszeichnung, Verkäufe) | Verkäufe  |
| ---------------------------- | ---------------------------------------------------------------------- | --------- |
| Deutschland (BVMI)           | Gold                                                                   | 250.000   |
| Frankreich (SNEP)            | Gold                                                                   | 100.000   |
| Italien (FIMI)               | Platin                                                                 | 50.000    |
| Österreich (IFPI)            | Gold                                                                   | 25.000    |
| Vereinigte Staaten (RIAA)    | Gold                                                                   | 500.000   |
| Vereinigtes Königreich (BPI) | Gold                                                                   | 100.000   |
| Insgesamt                    | 6× Gold · 1× Platin ·                                                  | 1.050.000 |

Hauptartikel: Pink Floyd/Auszeichnungen für Musikverkäufe

## Trivia
- Das Cover ist im Film Uhrwerk Orange in der Szene im Musikladen im Hintergrund zu sehen. Ursprünglich wollte Regisseur Stanley Kubrick Musik aus dem Album in seinen Film einbauen, sein Antrag wurde aber von der Band abgelehnt.
- Der Neuauflage des Albums aus dem Jahr 1994 ist ein beidseitig bedruckter Zettel beigelegt. Auf der einen Seite befindet sich ein deutsches Rezept für „Original Fränkisches Kuh Hirn“, auf der anderen ein englisches Rezept für „Traditional Bedouin Wedding Feast“.
- Am 15. Juni 2008 wurde Atom Heart Mother in der Cadogan Hall in London unter der Leitung von Ron Geesin aufgeführt. David Gilmour trat als Gastmusiker auf.
- Morning Glory hat verschiedene Bedeutungen. So kann es eine Prunkwinde, deren Samen für ihre psychoaktive Wirkung bekannt sind, bezeichnen oder auch die umgangssprachliche Morgenlatte bedeuten.